# Championnat d'Arménie de football 2023-2024
Navigation
Édition précédente Édition suivante
La saison 2023-2024 de Ligue supérieure est la 32e édition du Championnat d'Arménie de football. Lors de cette saison, le FC Urartu tente de conserver son titre de champion d'Arménie. Trois places sont qualificatives pour les compétitions européennes, la quatrième place étant celle du vainqueur de la Coupe d'Arménie 2023-2024.
Le championnat est disputé par dix équipes qui s'affrontent quatre fois pour un total de 36 rencontres chacune afin de déterminer le classement final. Le vainqueur de la compétition est titré champion d'Arménie et se qualifie pour le premier tour qualificatif de la Ligue des champions 2024-2025 tandis que les deux suivants accèdent au premier tour de qualification de la Ligue Conférence 2024-2025.
Cette saison il n'y a pas de relégation afin d'amener le prochain championnat à 11 équipes.
Le vainqueur de la Coupe d'Arménie 2023-2024 se qualifie pour le deuxième tour de la Ligue Conférence 2024-2025.
Le FC Pyunik remporte le 16e titre de son histoire et détient le nombre record de titres de champion d'Arménie.

## Clubs participants
- Alashkert FC
- Ararat Erevan
- FC Ararat-Armenia
- BKMA Erevan (en)
- FC Noah
- FC Pyunik
- Shirak FC
- FC Urartu
- FC Van
- FC West Armenia - promu de D2

## Compétition
Les dix participants s'affrontent à quatre reprises, dont au moins une fois à domicile et à l'extérieur, pour un total de 36 matchs chacun.

### Classement
Le classement est établi sur le barème de points classique (victoire à 3 points, match nul à 1, défaite à 0).
Pour départager les égalités, selon l'article 14.02 du règlement, on tient d'abord compte du nombre de points en confrontations directes, puis de la différence de buts en confrontations directes, puis du nombre de buts marqués en confrontations directes puis du nombre total de victoires, puis de la différence de buts générale, puis du plus petit nombre de cartons rouges, puis du plus petit nombre de cartons jaunes, puis du meilleur classement fair-play et enfin le cas échéant un tirage au sort.
| Rang | Équipe              | Pts | J  | G  | N  | P  | Bp | Bc | Diff |
| ---- | ------------------- | --- | -- | -- | -- | -- | -- | -- | ---- |
| 1    | FC Pyunik           | 82  | 36 | 24 | 10 | 2  | 84 | 28 | +56  |
| 2    | FC Noah             | 80  | 36 | 26 | 2  | 8  | 69 | 33 | +36  |
| 3    | FC Ararat-Armenia C | 75  | 36 | 23 | 6  | 7  | 73 | 34 | +39  |
| 4    | FC Urartu T         | 50  | 36 | 13 | 11 | 12 | 49 | 49 | 0    |
| 5    | Alashkert FC        | 45  | 36 | 13 | 6  | 17 | 54 | 56 | -2   |
| 6    | Ararat Erevan       | 45  | 36 | 13 | 6  | 17 | 39 | 50 | -11  |
| 7    | FC West Armenia P   | 37  | 36 | 11 | 4  | 21 | 43 | 73 | -30  |
| 8    | Shirak FC S         | 33  | 36 | 8  | 9  | 19 | 28 | 46 | -18  |
| 9    | FC Van              | 32  | 36 | 8  | 8  | 20 | 32 | 67 | -35  |
| 10   | BKMA Erevan (en)    | 27  | 36 | 7  | 6  | 23 | 32 | 67 | -35  |

Qualifications européennes
Ligue des champions 2024-2025
- 1er : 1er tour de qualification

Ligue Conférence 2024-2025
- 2e et 4e :  1er tour de qualification

- C :  2e tour de qualification

Abréviations
- FC Ararat-Armenia étant le vainqueur de la Coupe d'Arménie 2023-2024[4] se qualifie pour le deuxième tour de qualification de la Ligue Conférence 2024-2025, la place pour le premier tour de qualification est redistribué au quatrième du classement.

## Bilan de la saison
| Championnat d'Arménie de football 2023-2024 |                       |
| Champion                                    | FC Pyunik (16e titre) |
| Dauphin                                     | FC Noah               |
| Coupes et trophées                          |                       |
| Vainqueur de la Coupe d'Arménie 2023-2024   | FC Ararat-Armenia     |
| Vainqueur de la Supercoupe d'Arménie 2023   | Shirak FC             |
| Qualifications continentales                |                       |
| Ligue des champions 2024-2025               | FC Pyunik             |
| Ligue Conférence 2024-2025                  | FC Ararat-Armenia     |
| Ligue Conférence 2024-2025                  | FC Noah               |
| Ligue Conférence 2024-2025                  | FC Urartu             |
| Promotions et relégations                   |                       |
| Promus en première division                 | Gandzasar Kapan       |
| Relégués en deuxième division               | aucun                 |